# ييتر يوهانس فت

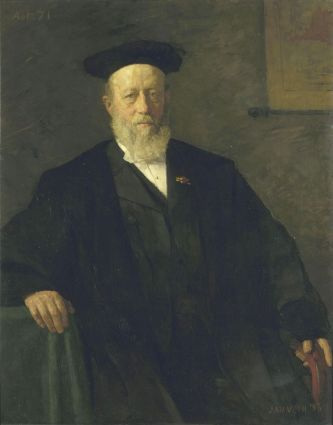
ييتر يوهانس فِتْ

ييتر يوهانس فِتْ ( 1229 - 1317 هـ / 1814 - 1899 م ) هو مستشرق هولندي. يسميه الفرنسيون پيير جان فت (بالفرنسية: P. Jean)‏.
اشتهر بكتاباته عن الهند والمستعمرات الهولندية. ترجم معاني القرآن إلى الهندية.